# Aeroportul Mpanda
Aeroportul Mpanda (IATA: NPY, ICAO: HTMP) este un aeroport din Mkoa wa Katavi⁠(d), Tanzania. Aeroportul a fost tranzitat în decembrie 2017 de 96 de pasageri.
Situat la o altitudine de 1.087 m, aeroportul dispune de o singură pistă. Este operat de Tanzania Airports Authority⁠(d).